# 21022 Ike
21022 Ike este un asteroid din centura principală de asteroizi.

## Descriere
21022 Ike este un asteroid din centura principală de asteroizi. A fost descoperit pe 2 februarie 1989 la Geisei de Tsutomu Seki. El prezintă o orbită caracterizată de o semiaxă mare de 2,56 ua, o excentricitate de 0,25 și o înclinație de 25,0° în raport cu ecliptica.